# Bordelum
Bordelum (fryz. Boorlem) – gmina w Niemczech w kraju związkowym Szlezwik-Holsztyn, w powiecie Nordfriesland, wchodzi w skład urzędu Mittleres Nordfriesland.